# 东八区的先生们
《东八区的先生们》（Gentlemen of East 8th）是一部2022年中国大陆电视剧，演员张翰担任该剧制作人、编剧和主演。内容主要讲述四个大学室友在毕业后所遇到的喜怒哀乐，并在这之中遇到了彼此的爱情的故事。该剧于2020年8月在南京开机，同年12月在三亚杀青。于2022年8月31日在芒果TV、腾讯视频首播，9月1日在湖北卫视黄金档“长江剧场”播出。

## 播出时间
| 播放頻道/平台    | 所在地   | 播出日期                    | 備註              |
| ---------------- | -------- | --------------------------- | ----------------- |
| 芒果TV           | 中国大陆 | 2022年8月31日-2022年9月28日 | 2022年9月26日下架 |
| 腾讯视频         | 中国大陆 | 2022年8月31日-2022年9月28日 | 2022年9月26日下架 |
| 湖北卫视         | 中国大陆 | 2022年9月1日-2022年9月20日  | 每日19:30更新2集  |
| KT Alpha电影天堂 |          | 2023年1月2日                | [ 8 ]             |

## 剧情简介
2020年，大学生童语、郭崇、李杰森、向小飞原本是室友，大学毕业后，他们决定用各自的努力去让生活变得更好，虽说在这之中遇到了很多的挫折，但是最后，他们还是在事业爱情上得到了一些成就。

## 演员表
- 张翰 饰 童语
- 王晓晨 饰 许多
- 杜淳 饰 郭崇
- 经超 饰 向小飞
- 黄宥明	饰 李杰森
- 张雅玫
- 肖涵
- 李浩菲
- 张杨果而
- 傅为
- 杨雨潼
- 彭杨
- 张天颖
- 卢禹豪
- 成城
- 徐阁
- 劉濤
- 黃奕
- 楊櫟

## 音乐原声
| 曲序 | 曲目                           |            | 作曲                  | 演唱                     |
| ---- | ------------------------------ | ---------- | --------------------- | ------------------------ |
| 1.   | 《至少我们还有我们》（主题曲） | 陆虎       | 陆虎                  | 张翰、杜淳、经超、黄宥明 |
| 2.   | 《又怎样》（片尾曲）           | 潇彬、陆虎 | 陆虎                  | 张翰、陆虎               |
| 3.   | 《无人之岛》（片尾曲）         | 申名利     | 小5                   | 任然                     |
| 4.   | 《等你喜欢我》（插曲）         | 大柠       | 彭钧                  | 黄宥明                   |
| 5.   | 《如果你看到我的难过》（插曲） | 谢宇伦     | 谢宇伦                | 黄宥明                   |
| 6.   | 《IF YOU WANT GO》（插曲）     | 黄宥明     | 黄宇哲、BERTY、JYPHAN | 黄宥明                   |
| 7.   | 《不知所措》（插曲）           | 黄宥明     | 胡静怡                | 黄宥明                   |
| 8.   | 《被动》（插曲）               | 庆庆       | 庆庆                  | 庆庆                     |

## 評價
该剧因其大男子主义台詞油膩、不尊重女性、出現性騷擾鏡頭等引發爭議。該劇在豆瓣网上获得了低至2.1/10的评分，打破此前《纯洁心灵·逐梦演艺圈》的2.2/10，成为豆瓣网史上评分最低的影视剧。截至9月26日，各視頻平台已下架該劇全片。
媒體也陸續對該劇提出批判，《中國婦女報》批評劇情物化女性，品头论足，把女性当成「战利品」，不僅宣扬女性拜金贪图享乐、貶低女性的职业能力，還污名化生理期，稱「从人设到剧情，从价值观到性别观，无不散发着陈腐、落伍、偏见、歧视，让人很难相信，这是2022年的剧集」，還詬病台詞油膩、與色情擦邊的情節、脫離現實的問題。

## 相關連結
- 豆瓣电影上《东八区的先生们》的資料 （简体中文）
- YouTube上《东八区的先生们》的播放列表 （页面存档备份，存于）